# Chromadorita norwegica
Chromadorita norwegica är en rundmaskart. Chromadorita norwegica ingår i släktet Chromadorita, och familjen Chromadoridae. Arten är reproducerande i Sverige.